# Askimsviken

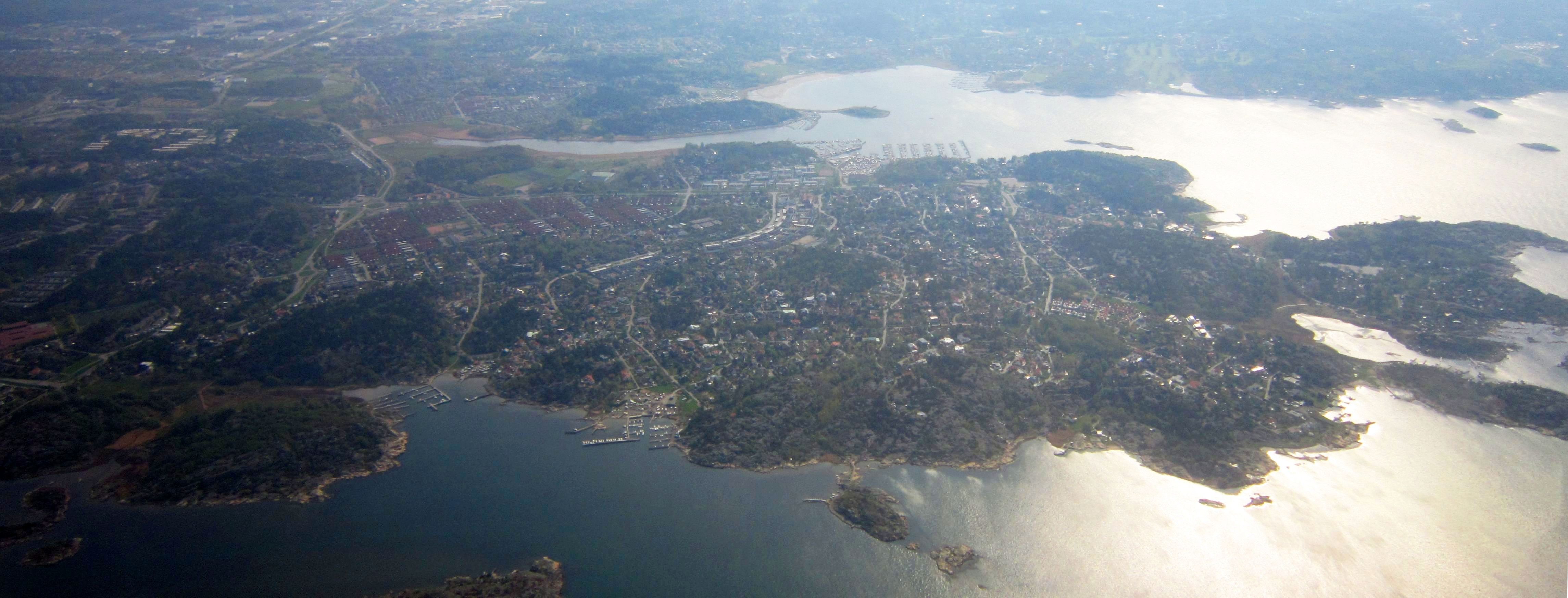
Stora delar av Askimsviken ses i övre delen av bilden. I nedre delen ses Näset och Åkerred. Längst till vänster i Askimsviken ses Välenviken.

Askimsviken är en grund havsvik och utgörs av de inre delarna av Askimsfjorden, som är en del av Kattegatt. Väster och nordväst om viken ligger Näset, norr och öster Askim och längst i söder ligger Amundö. Längst i norr ligger våtmarksområdet Välen, där Stora ån rinner ut. Kuststräckan kännetecknas av en ganska bergig terräng, tillsammans med strandängar. Utmed Askimsviken ligger ett flertal större badplatser, bland annat Askimsbadet, Smithska udden och Näsets badplats.
Den 29 oktober 1865 upptäcktes en strandad ung blåvalshanne, den så kallade Malmska valen, som strandat i Askimsviken, vid Näset. Valen dödades, togs om hand och finns idag att beskåda på Naturhistoriska museet i Göteborg.